# Jeugdcircus
Een jeugdcircus is een circus waar jonge kinderen vaak van de leeftijd 4 tot 17 verschillende trucjes leren en die ook opvoeren. Vaak zijn deze trucs simpeler dan in een normaal circus zoals jongleren of een eenwieler over een koord fietsen. Er zijn kinderen die ervoor kiezen om clown te zijn of de show te presenteren. Vaak wordt in deze jeugdcircussen zonder dieren gewerkt. In Vlaanderen noemt men dit een circusatelier.
Een groot verschil tussen een regulier circus en een jeugdcircus is dat jeugdcircussen op een plek bijeen komen en normale circussen doorgaans door het land reizen en naar het buitenland gaan.

## Jeugdcircussen binnen Nederland
- Den Haag, Circaso, circuswerkplaats Den Haag
- Goor, Jeugdcircus Caroly
- Leeuwarden, Jeugdcircus Saranti
- Oldenzaal, Jeugdcircus Tubantino
- Rotterdam, Circus Rotjeknor
- Zwolle, Skillzgroep TwoB
- Haaren, Jeugdcircus Il grigio